# Jonathan Lima
Jonathan Lima (Uruguay, 24 de mayo de 1999) es un futbolista uruguayo que juega de guardameta en el Albion.

## Trayectoria
Realiza su trayectoria en las inferiores de C. A. Peñarol, en la temporada 2019 pasa a préstamo al Central Español Fútbol Club, regresando en la temporada siguiente. Actualmente es el arquero suplente en el equipo aurinegro.

## Clubes
| Club          | País    | Año             | Part. | Goles | Asist. |
| ------------- | ------- | --------------- | ----- | ----- | ------ |
| Peñarol       | Uruguay | 2021 - Presente | 0     | 0     | 0      |
| Total carrera |         | 2021 - 2023     | 0     | 0     | 0      |

- Actualizado al último partido disputado el 13 de febrero de 2023.

## Palmarés

### Títulos nacionales
| Título          | Club          | País    | Año  |
| --------------- | ------------- | ------- | ---- |
| Torneo Apertura | C. A. Peñarol | Uruguay | 2023 |